# Ровен Дональдсон
Ровен Дональдсон (англ. Rowan Donaldson; 6 вересня 1970) — канадський і ямайський боксер, чемпіон Ігор Співдружності.

## Аматорська кар'єра
- 1994 року, захищаючи кольори Канади, переміг чотирьох суперників і став чемпіоном Ігор Співдружності.
- На чемпіонаті світу 1995 програв у першому бою.
- На Олімпійських іграх 1996 вже виступав під прапором Ямайки і програв у першому бою Олександру Лебзяку (Росія).
- 1998 року на Іграх Співдружності програв у першому бою Браяну Мегі (Ірландія).